# Naoki Shimura
Yukio Naoki Shimura (jap. 志村直紀 Shimura Naoki; ur. 27 listopada 1941 w Sapporo) – japoński skoczek narciarski, uczestnik Zimowych Igrzysk Olimpijskich 1964 w Innsbrucku.
W 1964 wystartował w konkursach zimowych igrzysk olimpijskich. W zawodach na skoczni normalnej zajął 40. miejsce, a na obiekcie dużym był 37.
W lutym 1962 uczestniczył w mistrzostwach świata w narciarstwie klasycznym. W konkursie skoków na skoczni K-90 zajął 46. miejsce, a na skoczni K-60 był 32.

## Osiągnięcia

### Igrzyska olimpijskie
| Igrzyska        | Data             | Skocznia | Konkurs | Skok 1    | Skok 1 | Skok 2    | Skok 2 | Skok 3    | Skok 3 | Nota łączna | Miejsce | Strata | Zwycięzca        | Źródło |
| Igrzyska        | Data             | Skocznia | Konkurs | Odległość | Nota   | Odległość | Nota   | Odległość | Nota   | Nota łączna | Miejsce | Strata | Zwycięzca        | Źródło |
| --------------- | ---------------- | -------- | ------- | --------- | ------ | --------- | ------ | --------- | ------ | ----------- | ------- | ------ | ---------------- | ------ |
| 1964, Innsbruck | 31 stycznia 1964 | normalna | ind.    | 71,0      | 93,5   | 71,5      | 95,2   | 71,0      | 95,7   | 190,9       | 40.     | 39,0   | Veikko Kankkonen | [ 4 ]  |
| 1964, Innsbruck | 9 lutego 1964    | duża     | ind.    | 82,0      | 94,1   | 76,5      | 90,4   | 66,0      | 78,4   | 184,5       | 37.     | 46,2   | Toralf Engan     | [ 5 ]  |

### Mistrzostwa świata
| Mistrzostwa    | Data           | Skocznia | Konkurs | Skok 1    | Skok 1 | Skok 2    | Skok 2 | Skok 3    | Skok 3 | Nota łączna | Miejsce | Strata | Zwycięzca        | Źródło |
| Mistrzostwa    | Data           | Skocznia | Konkurs | Odległość | Nota   | Odległość | Nota   | Odległość | Nota   | Nota łączna | Miejsce | Strata | Zwycięzca        | Źródło |
| -------------- | -------------- | -------- | ------- | --------- | ------ | --------- | ------ | --------- | ------ | ----------- | ------- | ------ | ---------------- | ------ |
| 1962, Zakopane | 21 lutego 1962 | normalna | ind.    | 65,0      | 105,4  | 65,5      | 74,0   | 61,0      | 88,9   | 194,3       | 32.     | 29,3   | Toralf Engan     | [ 2 ]  |
| 1962, Zakopane | 25 lutego 1962 | duża     | ind.    | 84,0      | 95,4   | 84,0      | 92,9   | 85,0      | 91,9   | 188,3       | 46.     | 53,1   | Helmut Recknagel | [ 3 ]  |